# Insel der verbotenen Liebe
Insel der verbotenen Liebe (Originaltitel: L’isola di Arturo) ist ein italienisches Drama von Regisseur Damiano Damiani aus dem Jahr 1962 mit Vanni de Maigret in der Hauptrolle nach dem Roman Arturos Insel von Elsa Morante.

## Handlung
Der 17-jährige Arturo lebt auf einer kleinen Insel im Golf von Neapel. Da seine Mutter gestorben ist, verbringt er die meiste Zeit damit, allein mit seinem Boot aufs Meer hinaus zu rudern. Sein Vater Wilhelm arbeitet auf dem Festland, besucht ihn nur selten und bleibt emotional zurückhaltend, was Arturo nicht davon abhält, ihn abgöttisch zu lieben. Eines Tages bringt sein Vater die sehr junge Nunziata mit, die er zuvor auf dem Festland geheiratet hatte. Trotzdem verabschiedet sich Wilhelm bald wieder aufs Festland.
Arturo gefällt die neue Konstellation nicht und er hält sich von der freundlichen Nunziata fern. Erst als er erfährt, dass sie schwanger ist, beginnt er sich um sie zu kümmern und übernimmt die Rolle seines Vaters. Er verliebt sich in sie, doch obwohl sie seine Gefühle zu erwidern scheint, weist sie ihn ab, ganz ihrer Rolle als Ehefrau des Vaters verpflichtet. Enttäuscht schläft Arturo mit der erfahrenen Silvana, die ihn schon längere Zeit zu verführen versuchte. Als sein Vater wieder auf die Insel zurückkommt, interessiert er sich weder für seine junge Frau noch das Kind, sondern nur für die Verhaftung von Tonino, der mit ihm auf die Insel kam und dort ins Gefängnis gebracht wurde. Arturo erfährt, dass die beiden Männer schon seit dem Krieg eine Beziehung haben, und erlebt seinen Vater in völliger Verzweiflung, unfähig die Situation zu klären. Arturo entscheidet sich zu gehen und verlässt zum ersten Mal die Insel.

## Hintergrund
Insel der verbotenen Liebe ist Damiano Damianis dritter Film und sein erster nach einer Romanvorlage. Damiani war seit den 50er Jahren mit dem Ehepaar Elsa Morante und Alberto Moravia bekannt und drehte 1964 mit „La noia“ auch einen Film nach einem Roman von Alberto Moravia. Zeitlich ist der Film zur Entstehungszeit des Romans 1957 angesiedelt und spielt auf der Insel Procida im Golf von Neapel. Wie in seinem ersten Film Unschuld im Kreuzverhör, arbeitete Damiano Damiani am Drehbuch mit Cesare Zavattini zusammen. Deren Umsetzung des Romans von Elsa Morante, die als genaue Beobachterin der italienischen Realität nach dem Krieg galt, zeigt noch eine deutliche Nähe zum Stil des Neorealismus.

## Kritik
Das Lexikon des internationalen Films hält das Drama für eine „sensible Studie eines psychosexuellen Reifeprozesses, in stimmungsvolle Bilder gefaßt“.

## Auszeichnungen
Festival Internacional de Cine de Donostia-San Sebastián 1962
- Auszeichnung (Goldene Muschel) als bester Film